# Павильон современного искусства (Милан)
Павильон современного искусства (итал. Padiglione di Arte Contemporanea, PAC) — павильон на виа Палестро в Милане, возле Виллы Реале. Построен архитектором Игнацио Гарделла в 1951—1953 годами по проекту, созданному в 1949 году. В 1993 году рядом с павильоном взорвалась бомба, в результате чего 5 человек были убиты, а здание было значительно повреждено. В 1996 году в павильоне прошли реставрационные работы под руководством Якопо Гарделлы.